# 陈力丹
陈力丹（1951年2月—），男，江苏通州人，中国新闻传播学家。现任中国人民大学荣誉一级教授，校务委员。

## 生平
1968年至1973年，在黑龙江生产建设兵团工作；1973年至1976年，以“工农兵大学生”身份就读于北京大学中文系新闻专业；1976年至1978年，任《光明日报》编辑；1978年至1981年，在中国社会科学院新闻系文学获硕士学位。毕业后在该校新闻与传播研究所工作至2003年。
2003年起，在中国人民大学新闻学院工作。

## 部分著作
- 《精神交往论：马克思恩格斯的传播观》[5][6]，1993年初版
- 《舆论学：舆论导向研究》[7]，1999年初版
- 《世界新闻传播史》[8]，2002年初版

## 奖项和荣誉
- 1984年11月被全国记协评为“全国优秀新闻工作者（一级）”。[2]
- 2013年以《精神交往论：马克思恩格斯的传播观》获中华人民共和国教育部人文社科优秀成果一等奖。

## 人物争议
2024年12月9日，微信公众号“中州期刊联盟”发布文章《全球最高产量学者正式诞生，他来自中国人民大学：41年，1226篇；2024年，已48篇》。北京师范大学教授喻国明因此遭受舆论批评，被称为“学阀”，指责他“论文注水”“微信投稿”等。12月10日，喻国明在微博发文回应，提到“我顺手查了一下中国知网，仅在新闻传播的学科领域中国人民大学的陈力丹教授迄今发布的文章数1436篇，而我在中国知网上的发表数据则是1187篇。”这一言论被网友解读为“拖陈力丹下水”。